# 国家机关事务管理局东坝服务中心
国家机关事务管理局东坝服务中心，是国家机关事务管理局直属事业单位。

## 沿革
1991年，国务院机关事务管理局和人事部下发《关于加强中央国家机关后勤干部岗位培训工作的通知》（〔91〕国管培训字第229号）。1993年4月22日，国务院机关事务管理局办公室以〔93〕局办字第11号印发《关于中央国家机关后勤干部岗位培训工作的实施意见》，内称“培训工作的日常管理和组织实施由我局中央国家机关后勤干部培训中心负责”，并附“中央国家机关后勤干部培训中心1993年——1995年培训工作重点”，该工作重点“（二）抓紧中央国家机关后勤干部培训基地建设，争取早日建成。”
中央国家机关后勤干部培训基地，隶属国务院机关事务管理局，承担着为后勤干部培训提供服务保障任务。2013年，中央国家机关后勤干部培训基地（中央国家机关农林生产基地）更名为国家机关事务管理局东坝服务中心。

## 历任领导
中央国家机关后勤干部培训基地
| 主任 …… - 吴广崇（？—？，中央国家机关后勤干部培训中心副主任兼） - 吴克利（？—2013年） | 副主任 …… - 李小祥（？—？） - 石天成（？—？） |

国家机关事务管理局东坝服务中心
| 主任 - 吴克利（2013年—？） - 王永红（？—2017年3月，东坝服务中心主任；2017年3月—4月，国管局党组成员兼东坝服务中心主任；2017年4月—11月，国管局副局长、党组成员兼东坝服务中心主任） - 李兆宇（2017年—） 副主任 | 党委书记 - [[]]（—） |